# المريجات (بو مريم)
المريجات هي إحدى مشيخات المملكة المغربية، تتبع جغرافيا لإقليم فكيك وإداريًا لبو مريم. يقدر عدد سكانها بـ 923 نسمة حسب الإحصاء الرسمي للسكان والسكنى لسنة 2004.